# Yūshū Kitano
Yūshū Kitano (jap. 北野 祐秀, Kitano Yūshū; * 14. April 1930 in der Präfektur Osaka; † 27. Februar 2016 in Nishinomiya) war ein japanischer Ringer. Er gewann bei den Olympischen Spielen 1952 in Helsinki eine Silbermedaille im freien Stil im Fliegengewicht.

## Werdegang
Yūshū Kitano nahm im Jahre 1952 in Helsinki an den Olympischen Spielen im Freistilringen teil. Er rang dabei im Fliegengewicht, der Gewichtsklasse, die damals ihr Gewichtslimit bei 52 kg Körpergewicht hatte. Bis dahin war Kitano im internationalen Ringerlager völlig unbekannt. Er hatte noch bei keiner internationalen Meisterschaft teilgenommen. Trotzdem trat er in Helsinki sehr selbstbewusst auf und besiegte dort Rolf Johansson aus Schweden, Mohamed El Ward, Ägypten, Carlos Dávila aus Mexiko, Louis Baise aus Südafrika und Mahmoud Mollaghasemi aus dem Iran. Gegen Hasan Gemici aus der Türkei verlor er nach Punkten. Die Ermittlung des Olympiasiegers war gar nicht so einfach war, weil sich Kitano, Gemici und Mollaghasemi gegenseitig besiegt hatten. Am Ende des Turniers hatten Kitano und Gemici jeweils fünf Fehlpunkte, Mollaghasemi aber sechs. Da Gemici Kitano besiegt hatte, wurde er Olympiasieger, Kitano erhielt die Silbermedaille und Mollaghasemi die Bronzemedaille.
Yūshū Kitano startete 1954 auch bei den Asien-Spielen in Manila und kam dort im Bantamgewicht hinter dem Pakistani Mohammad Din auf den 2. Platz. Bei den im gleichen Jahr in Tokio stattfindenden Weltmeisterschaften nahm er wieder im Fliegengewicht teil. Er kam dort zu Siegen über Mirian Zalkalamanidse aus der UdSSR und Basilio Pabila aus den Philippinen. Den entscheidenden Kampf um den Weltmeistertitel verlor er aber ganz knapp gegen Hüseyin Akbaş aus der Türkei.
An weiteren internationalen Meisterschaften nahm Yūshū Kitano nicht mehr teil.

## Internationale Erfolge
| Jahr | Platz | Wettbewerb             | Gewichtsklasse | Anmerkungen |
| ---- | ----- | ---------------------- | -------------- | --- |
| 1952 | 2     | OS in Helsinki         | Fliegen        | mit Siegen über Rolf Johansson, Schweden, Mohamed El Ward, Ägypten, Carlos Dávila, Mexiko, Louis Baise, Südafrika und Mahmoud Mollaghasemi, Iran und einer Niederlage gegen Hasan Gemici, Türkei |
| 1954 | 2     | Asien-Spiele in Manila | Bantam         | hinter Mohammad Din, Pakistan, vor Basilio Pabila, Philippinen |
| 1954 | 2     | WM in Tokio            | Fliegen        | mit Siegen über Mirian Zalkalamanidse, Sowjetunion u. Basilio Pabila u. einer Niederlage gegen Hüseyin Akbaş, Türkei                                                                             |

Anm.: alle Wettbewerbe im freien Stil, OS = Olympische Spiele, WM = Weltmeisterschaft, Fliegengewicht, damals bis 52 kg und Bantamgewicht, damals bis 57 kg Körpergewicht